# Brixia trifasciata
Brixia trifasciata är en insektsart som beskrevs av Synave 1956. Brixia trifasciata ingår i släktet Brixia och familjen kilstritar. Inga underarter finns listade i Catalogue of Life.